# أوريغن
أوريغون أو أُرِغِن (بالإنجليزية: Oregon)‏ هي ولاية ضمن إقليم الشمال الغربي الهادئ على الساحل الغربي للولايات المتحدة. ويحدد نهر كولومبيا أغلب الحدود الشمالية للولاية مع ولاية واشنطن، بينما يرسم نهر سنيك أغلب حدودها الشرقية على طول ولاية أيداهو. ويرسم خط العرض 42 درجة شمالا الحدود الجنوبية مع كاليفورنيا ونيفادا. وهي إحدى ثلاث ولايات أمريكية من البر الرئيسي تملك ساحلا على المحيط الهادئ.
سكنت أوريغون العديد من القبائل الأصلية قبل وصول التجار والمستكشفين والمستوطنين الغربيين. تم تشكيل حكومة مستقلة في دولة أوريغون عام 1843 قبل أن يتم إنشاء إقليم أوريغون في عام 1848. أصبحت ولاية أوريغون الولاية الثالثة والثلاثين التي تدخل للاتحاد في 14 فبراير 1859. تبلغ مساحة أوريغون 98,000 ميل مربع (255,000 كيلومتر مربع)، وهي تاسع أكبر ولاية من حيث المساحة، ويبلغ عدد سكانها 4 ملايين نسمة، ليكون ترتيبها السابع والعشرين من حيث عدد السكان. عاصمة الولاية هي مدينة سايلم، وهي ثاني أكبر مدنها، حيث يبلغ عدد سكانها 164,549 نسمة. في حين أن بورتلاند، التي يبلغ عدد سكانها 632,309 نسمة، هي أكبرها سكانا، حيث تحتل المرتبة 26 بين أكبر المدن سكانا في الولايات المتحدة. ويبلغ عدد سكان منطقة بورتلاند الحضرية من 2,389,228 نسمة، ما يضعها في المرتبة 23 بين أكبر المناطق الحضرية في البلاد.
ولاية أوريغون هي إحدى أكثر الولايات تنوعا في الجغرافيا في الولايات المتحدة،  حيث تشمل أراضيها البراكين ومسطحات الماء الكبيرة والغابات الكثيفة، فضلا عن الصحاري وأراضي الشجيرات شبه القاحلة. أعلى نقطة في الولاية هي جبل هود بارتفاع 11,249 قدم (3,429 متر). الحديقة الوطنية الوحيدة في ولاية أوريغون هي حديقة بحيرة كريتر الوطنية، تضم الكالديرا المحيطة ببحيرة كريتر، وهي أعمق بحيرة في الولايات المتحدة. الولاية هي أيضا موطن لأكبر كائن حي في العالم، أرميلاريا أوستوياي، وهو فطر يمتد بمساحة 8.9 كم مربع (2200 فدان) من غابات مالهيور الوطنية.
ونظرا لمناظرها الطبيعية وممراتها المائية المتنوعة، فإن اقتصاد أوريغون يعتمد إلى حد كبير على أشكال مختلفة من الزراعة وصيد الأسماك والطاقة الكهرومائية. كما أنها أكبر منتج للأخشاب بين الولايات الأرض الرئيسية الثمان والأربعين. التكنولوجيا هي أيضا إحدى القوى الاقتصادية الرئيسية للولاية، التي بدأت في سبعينات القرن العشرين مع إنشاء غابة السيليكون وتوسع شركات تكترونيكس وإنتل. وتقع فيها شركة الملابس الرياضية نايكي، ومقرها في بيفيرتون، وهي أكبر شركة عامة في الولاية مع عائدات سنوية قدرها 30.6 مليار دولار.

## تاريخيًا

### السكان القدماء
يوجد الكثير من الأدلة على أن أسلاف الهنود سكنوا المنطقة، لكن عُثر على أقدم دليل على السكن في ولاية أوريغون في كهف فورت روك وكهوف بيزلي في مقاطعة ليك. أرخ عالم الآثار لوثر كريسمان المواد الموجودة في فورت روك إلى ما قبل 13200 عام، وهناك أدلة تدعم وجود سكان المنطقة منذ 15 ألف عام على الأقل. بحلول عام 8000 قبل الميلاد، كان يوجد مستوطنات في جميع أنحاء الولاية، وتركز السكان على طول نهر كولومبيا السفلي، في الوديان الغربية، وحول مصبات الأنهار الساحلية.
خلال فترة ما قبل التاريخ، غمرت المياه منطقة وادي ويلاميت بعد انهيار السدود الجليدية من بحيرة ميسولا آنذاك، التي كانت تقع فيما يُسمى الآن مونتانا. حدثت هذه الفيضانات الهائلة خلال الفترة الجليدية الأخيرة وملأت الوادي بـ300 إلى 400 قدم (91 إلى 122 مترًا) من المياه.
بحلول القرن السادس عشر، كانت ولاية أوريغون موطنًا للعديد من مجموعات الأمريكيين الأصليين، بما في ذلك شينوك، وكوكيل (كو-كويل)، وبانوك، وكالابويا، وكلاماث، وكليكيتات، ومولالا، ونيز بيرس، وشاستا، وتاكيلما، وأوماتيلا، وأمبكوا.

### التسوية التمهيدية والأوروبية
كان أول الأوروبيين الذين زاروا ولاية أوريغون هم المستكشفون الإسبان بقيادة جواو رودريغيز كابريلو، الذي شاهد جنوب ولاية أوريغون قبالة ساحل المحيط الهادئ في عام 1543. أبحر المستكشف الإنجليزي والقائد الخاص السير فرانسيس دريك من أمريكا الوسطى عام 1579 بحثًا عن مضيق أنيان أثناء ترحاله حول الأرض، لفترة وجيزة في ساوث كوف، كيب أراجو، جنوب خليج كوس مباشرة، قبل الإبحار إلى ما يعرف الآن بكاليفورنيا. أبحر مارتن دي أغيلار بشكل منفصل عن سيباستيان فيزكينو باتجاه ولاية كاليفورنيا، ووصل شمالًا حتى كيب بلانكو وربما إلى خليج كوس في عام 1603. استمرت عمليات الاستكشاف بشكل روتيني في عام 1774، بدءًا من رحلة سانتياغو التي قادها خوان خوسيه بيريز هيرنانديز، وأصبح ساحل أوريغون طريقًا تجاريًا قيمًا إلى آسيا. وفي عام 1778، استكشف الكابتن البريطاني جيمس كوك أيضًا الساحل.
وصل الكنديون الفرنسيون، والاسكتلنديون وغيرهم من السكان الأصليين القاريين (مثل الإيروكوا) في أواخر القرن الثامن عشر وأوائل القرن التاسع عشر، وسرعان ما تبعهم رجال الدين الكاثوليك. سافر البعض كأعضاء في بعثات لويس وكلارك وأستور. بقي القليل فقط بشكل دائم مثل إتيان لوسير، الذي غالبًا ما يشار إليه على أنه أول مزارع «أوروبي» في ولاية أوريغون. تُلاحظ أدلة الوجود الكندي الفرنسي في العديد من الأسماء ذات الأصل الفرنسي مثل بحيرة مالهير، ونهر مالهير، وغراند روند، وديشوتيس، ومدينة لا غراند. إضافة لذلك، اتجه العديد من الرواد الأوائل غربًا لأول مرة مع شركة الشمال الغربي وشركة خليج هدسون قبل الذهاب إلى جنوب كولومبيا بحثًا عن أراضٍ زراعية أفضل مع تراجع تجارة الفراء. تُعرف المروج الفرنسية الواقعة على ضفاف نهر ويلاميت والمستوطنة الفرنسية على ضفاف نهر أومبكوا باسم مستوطنات الأسلاف المختلطة المبكرة.
سافرت بعثة لويس وكلارك عبر شمال ولاية أوريغون أيضًا بحثًا عن الممر الشمالي الغربي. بنوا حصنهم الشتوي في 1805-1806 في فورت كلاتسوب، بالقرب من مصب نهر كولومبيا، وأقاموا في المعسكر من ديسمبر حتى مارس.
حقق المستكشف البريطاني ديفيد طومسون أيضًا استكشافًا بريًا. في عام 1811، أثناء عمله في شركة نورث ويست، أصبح طومسون أول أوروبي يبحر في نهر كولومبيا بأكمله. توقف في الطريق عند تقاطع نهر سنيك، وأعلن مطالبته بالمنطقة لبريطانيا العظمى وشركة الشمال الغربي. عند عودته إلى مونتريال، أعلن عن وفرة الحيوانات ذات الفراء في المنطقة.
موّل جون جاكوب أستور، أحد سكان نيويورك أيضًا في عام 1811 إنشاء حصن أستوريا عند مصب نهر كولومبيا كموقع غربي لشركة باسيفيك فور التابعة له، وكانت هذه أول مستوطنة أوروبية دائمة في ولاية أوريغون.
في حرب عام 1812، سيطر البريطانيون على جميع مواقع شركة باسيفيك فور. أنشأت معاهدة 1818 احتلالًا بريطانيًا وأمريكيًا مشتركًا للمنطقة الواقعة غرب جبال روكي إلى المحيط الهادئ. بحلول عشرينيات وثلاثينيات القرن التاسع عشر، سيطرت شركة خليج هدسون على شمال غرب المحيط الهادئ من مقرها الرئيسي في مقاطعة كولومبيا في فورت فانكوفر (الذي بني عام 1825 من قبل العامل الرئيسي للمنطقة، جون ماكلوغلين، عبر كولومبيا من بورتلاند الحالية).
في عام 1841، توفي الصياد ورجل الأعمال الخبير إوينغ يونغ، تاركًا ثروة كبيرة من دون وريث واضح، ولم يكن هناك نظام للتحقق من ممتلكاته. عُقد اجتماع بعد جنازة يونغ، واقتُرحت فكرة الوصية الحكومية. انتُخب الدكتور إيرا بابكوك من بعثة جيسون لي الميثودية قاضيًا أعلى. ترأس بابكوك اجتماعين في عام 1842 في تشامبويج لمناقشة الذئاب والحيوانات الأخرى ذات الاهتمام المعاصر. كانت هذه الاجتماعات بمثابة مقدمة لاجتماع جميع المواطنين في عام 1843، والذي تأسست على إثره حكومة مؤقتة برئاسة لجنة تنفيذية مكونة من ديفيد هيل، وألانسون بيرز، وجوزيف غيل. كانت هذه الحكومة أول حكومة عامة بالوكالة لولاية أوريغون قبل ضمها من قبل حكومة الولايات المتحدة. وخلفتها اللجنة التنفيذية الثانية، المكونة من بيتر جي. ستيوارت، وأوزبورن راسل، وويليام جيه بيلي، وخلف هذه اللجنة نفسها جورج أبرنيثي، الذي كان الحاكم الأول والوحيد لولاية أوريغون في ظل الحكومة المؤقتة.
وفي عام 1841 أيضًا، غير السير جورج سيمبسون، حاكم شركة خليج هدسون، سياسة شركة خليج هدسون طويلة الأمد المتمثلة في تثبيط الاستيطان لأنها تتدخل في تجارة الفراء المربحة. ووجه بنقل حوالي 200 مستوطن من مستعمرة النهر الأحمر إلى مزارع هدسون بالقرب من فورت فانكوفر (بعثة جيمس سنكلير)، في محاولة للاحتفاظ بمقاطعة كولومبيا.
بدءًا من عام 1842-1843، جلبت خطوط أوريغون الحديدية العديد من المستوطنين الأمريكيين الجدد إلى ولاية أوريغون. كانت حدود ولاية أوريغون متنازع عليها لبعض الوقت، مما ساهم في التوترات بين المملكة المتحدة والولايات المتحدة، ولكن حددت معاهدة أوريغون الحدود سلميًا عام 1846. عُرّفت الحدود بين الولايات المتحدة وأمريكا الشمالية البريطانية عند خط عرض 49. ونُظّم إقليم أوريغون رسميًا في 13 أغسطس 1848.
ازداد الاستيطان مع صدور قانون التبرع بالأراضي لعام 1850 والترحيل القسري للسكان الأصليين إلى المحميات الهندية في ولاية أوريغون.
قدم إتش إم. نايتون، المالك الأصلي لموقع مدينة سانت هيلينز أول اقتراح لولاية أوريغون لإنشاء خط سكة حديد في الولاية. اقترح نايتون لرئيس الملاحة البحرية على نهر كولومبيا بناء خط سكة حديد في عام 1851 من سانت هيلينز عبر ممر كورنيليوس وعبر مقاطعة واشنطن إلى مدينة لافاييت، التي كانت في ذلك الوقت بلدة كبيرة في وادي ويلاميت. بعد ذلك اقترح نايتون، وهو مالك موقع المدينة الأصلي في سانت هيلينز بولاية أوريغون، في عام 1850 بناء خط سكة حديد من تلك المدينة، التي كانت آنذاك منافسًا خطيرًا لبورتلاند باعتبارها المدينة الكبرى على رأس الملاحة النهرية، فقد كان من المقرر أن يمر طريق السكك الحديدية عبر ممر كورنيليوس ومقاطعة واشنطن إلى لافاييت.

## اقتصاد الولاية
- مجمع شركة تيكترونيكس الصناعي
- صناعة الأخشاب
- مقر شركة نايكي
- مقر شركة انتل العالمية

## صور وخرائط من أوريغون

صور من أوريغون
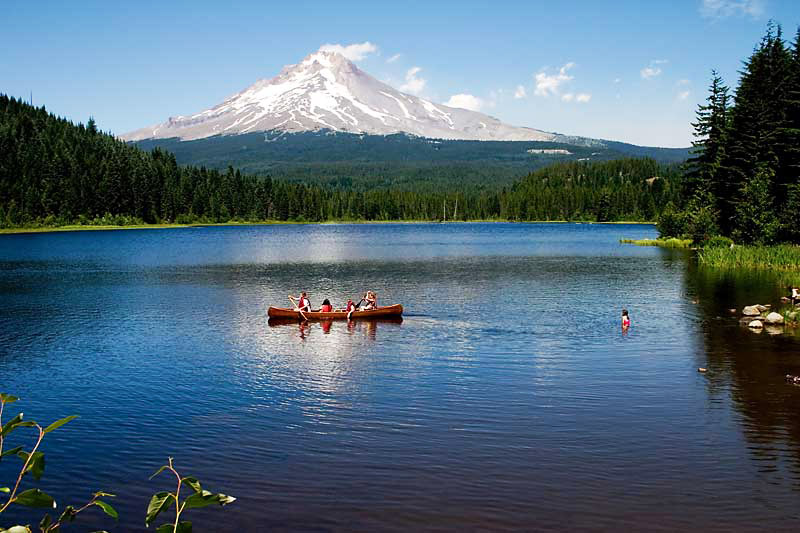
جبل هود ، مع بحيرة تريليوم في المقدمة.
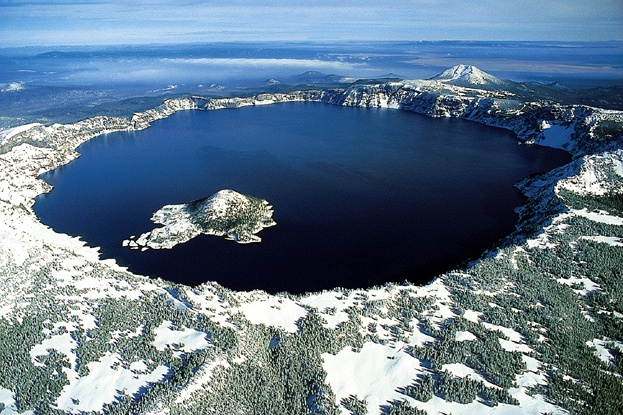
صورة جوية ل بحيرة كريتر في ولاية أوريغون.
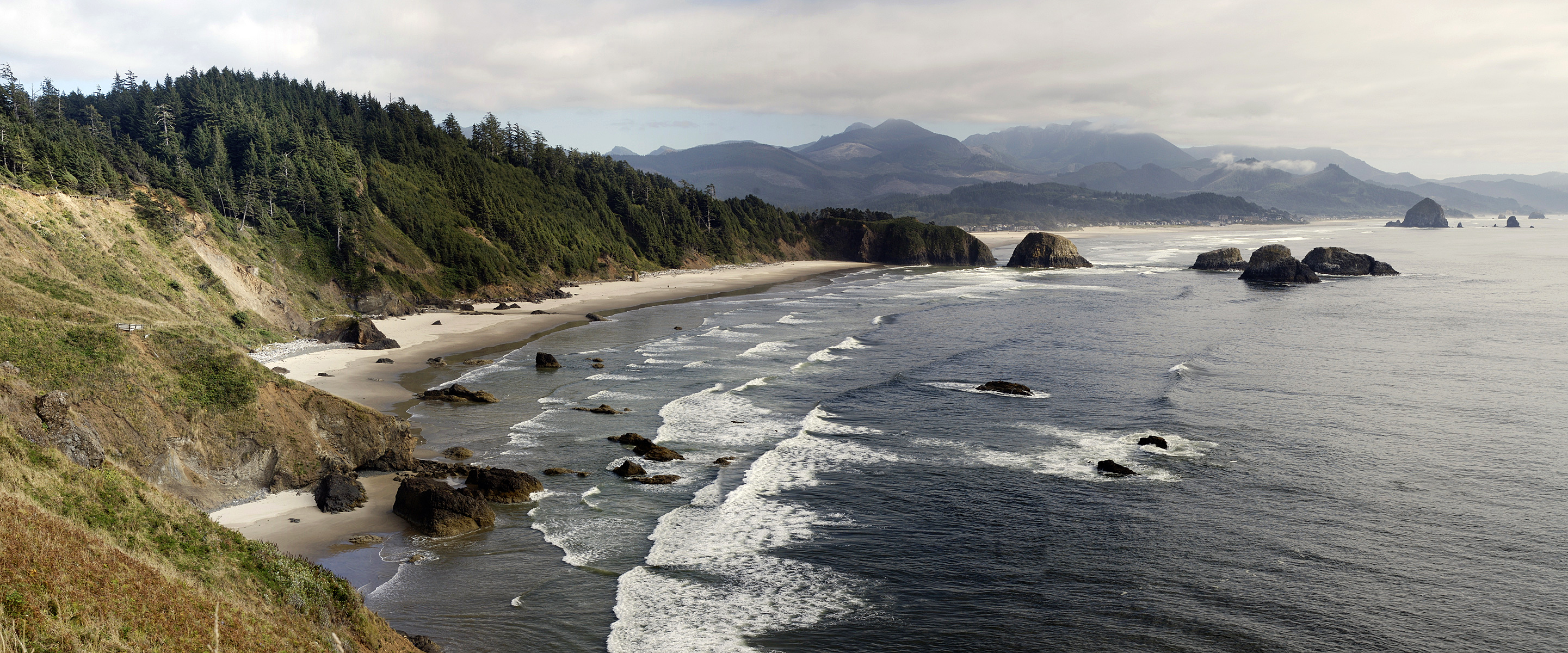
جنوب نظرا للساحل ولاية أوريغون منEcola الدولة بارك ، مع هيستاك الصخرة في المسافة..
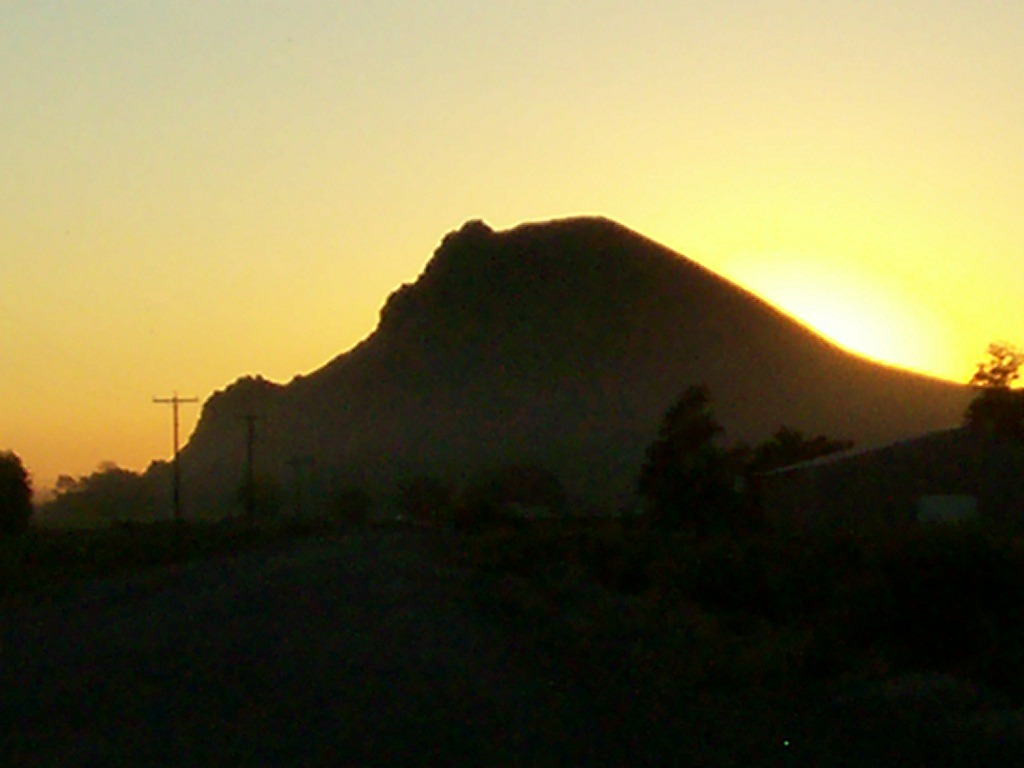
غروب الشمس فوق التل ماهور ، وانقرضت البركانية المخروطية جمرة قرب أونتاريو ، ولاية أوريغون.
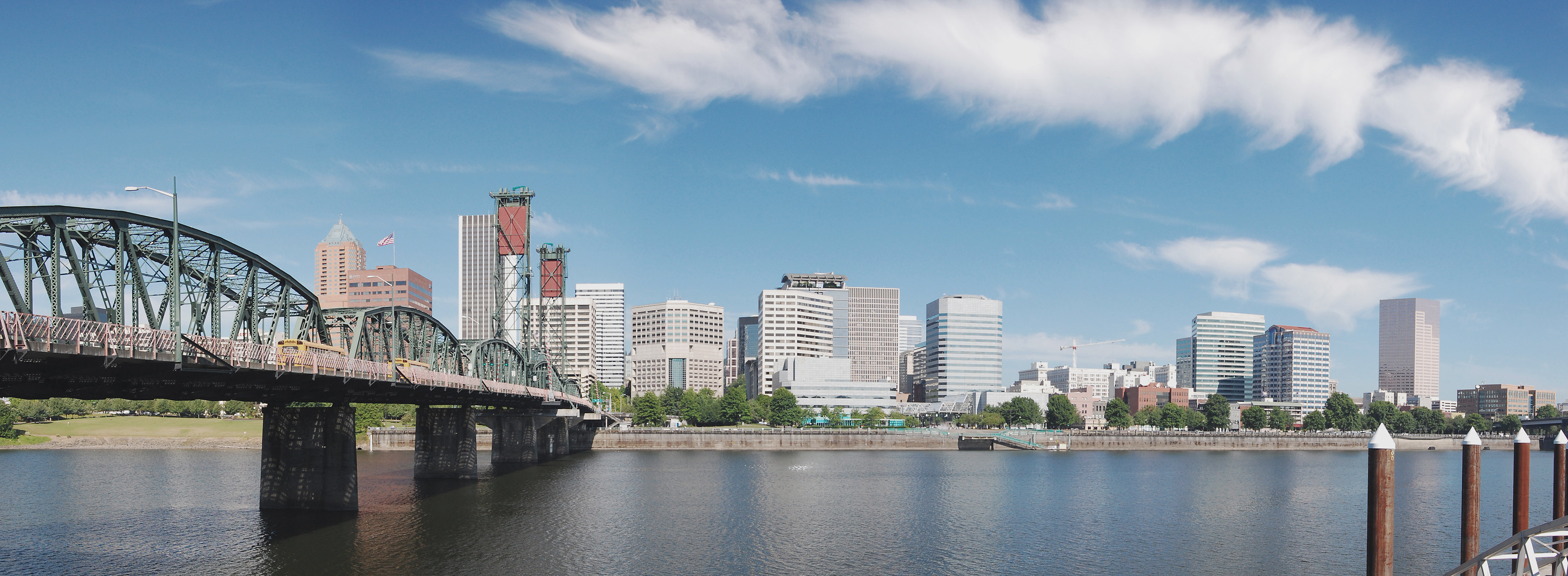
بورتلاند .
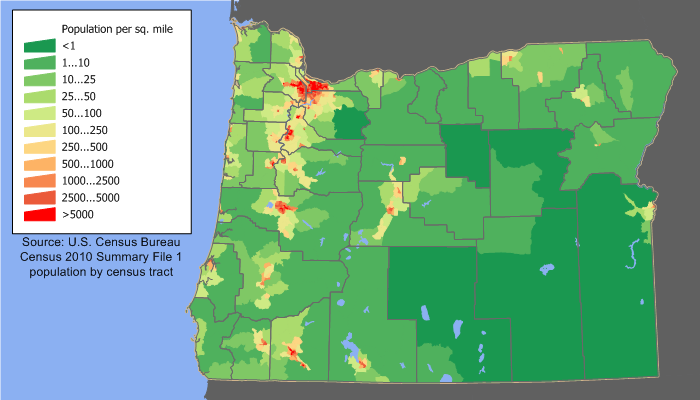
خريطة الكثافة السكانية في ولاية أوريغون.
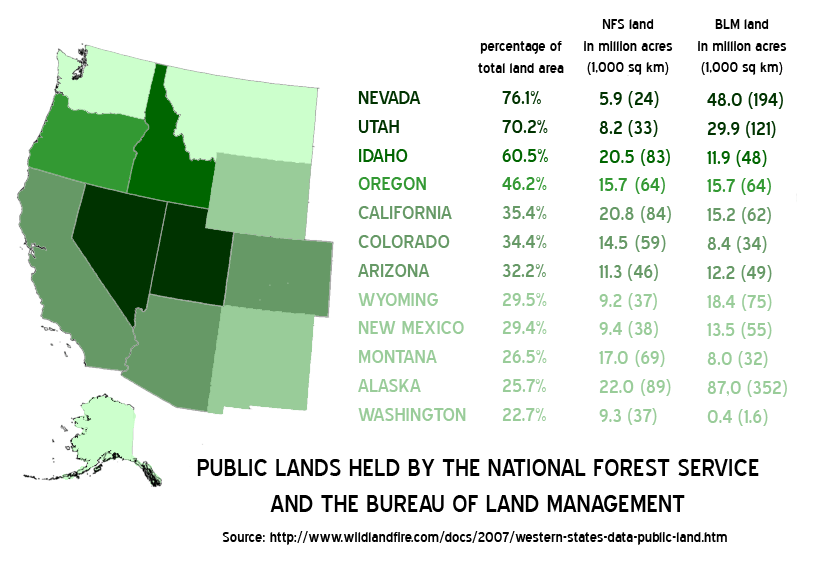
ولاية أوريغون هو عقد ما يقرب من نصف الأراضي التي خدمة الغابات في الولايات المتحدة و مكتب إدارة الأراضي . .
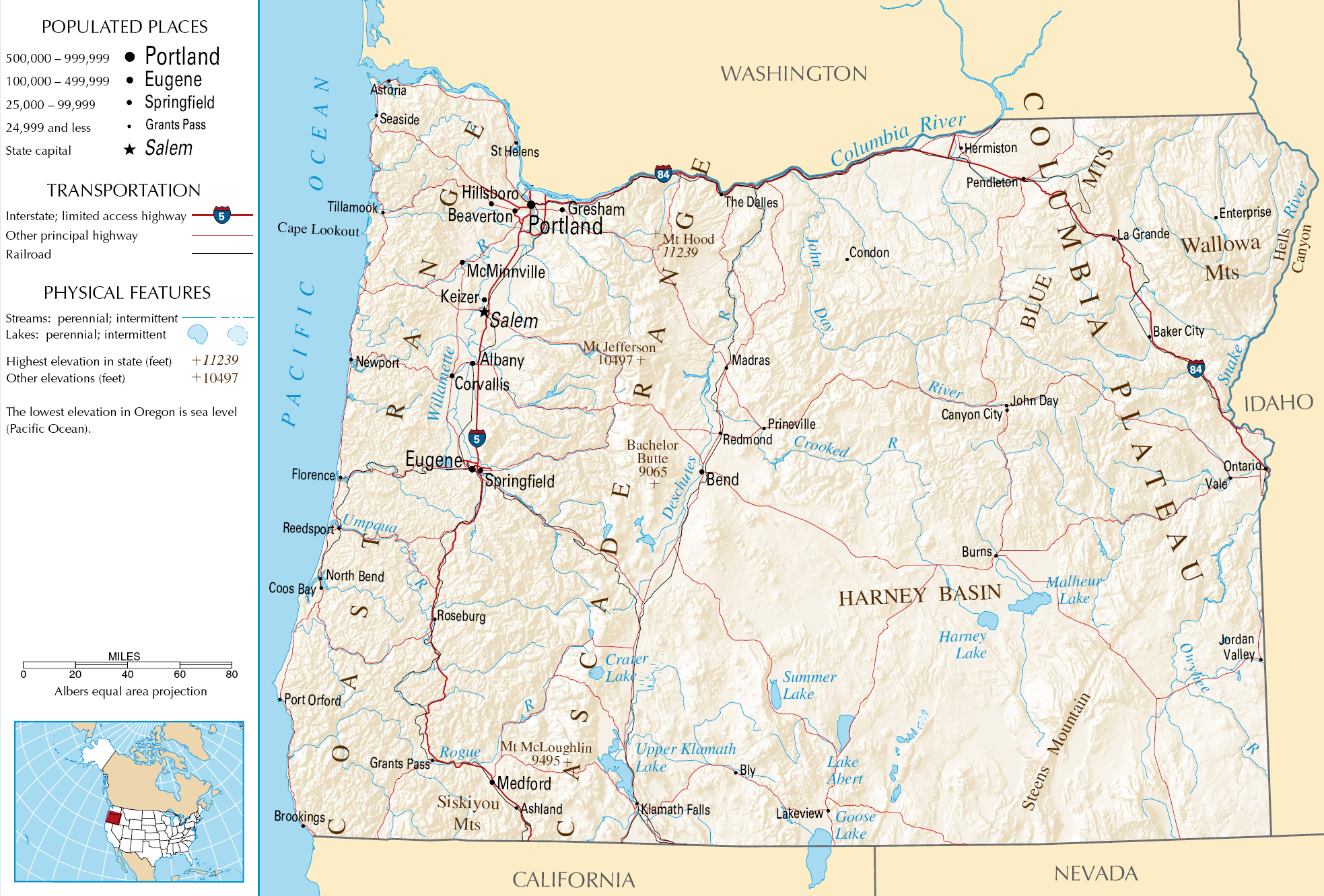
خريطة ولاية أوريغون.